# Oteșani, Vâlcea
Oteșani este satul de reședință al comunei cu același nume din județul Vâlcea, Oltenia, România.

## Personalități
- Ion Dumitrescu (1913 - 1996), compozitor
- Gheorghe Dumitrescu (1914 - 1996), compozitor
- Ion Văduva (1936 - 2023), matematician și informatician
- Dumitru Margine (1943 - 2024), interpret de muzică populară

 Acest articol despre o localitate din județul Vâlcea este deocamdată un ciot. Puteți ajuta Wikipedia prin completarea lui.